# Mabon
Mabon es el nombre utilizado por los wiccanos y otras formas de neopaganismo que corresponde a una de las ocho festividades de la Rueda del Año, celebradas por esas tradiciones espirituales, y hace referencia al Equinoccio Otoñal, el cual tiene lugar el 23 de septiembre en el Hemisferio Norte (ocasionalmente se celebra el 22). Muchos lo celebran el 21 de septiembre debido a la referencia errónea que se hace en el Calendario Gregoriano, utilizado en Estados Unidos y en Gran Bretaña desde 1753. Aunque la cristianización de esta fiesta celta es la festividad de San Miguel Arcángel el 29 de septiembre y se contempla y celebra el muchos lugares a través de la fiesta de la vendimia. En el Hemisferio Sur, el Equinoccio Otoñal se celebra alrededor del 21 de marzo.
También conocida como "Tiempo de Cosecha", "El Banquete", "Día de Acción de Gracias", o simplemente Equinoccio Otoñal, esta festividad es un ritual para dar gracias por los frutos que la tierra ha concedido y el reconocimiento de la necesidad de compartirlos para asegurar las bendiciones de la Diosa y el Dios durante los meses invernales. El nombre deriva de "Mabon ap Modron", un personaje de la Mitología Galesa, aunque la conexión no acaba de ser del todo clara.
Entre los Sabbats, es el segundo de los tres festivales de cosecha, precedido por Lammas y seguido por Samhain.

## Historia
Mabon no era un auténtico festival antiguo. Hay una pequeña evidencia de que el Equinoccio Otoñal era celebrado en las culturas celtas , mientras que en las culturas anglosajonas era conocido como "haleg-monath" o " mes sagrado".
El nombre de Mabon ha sido recientemente aplicado a los festivales neopaganos del Equinoccio Otoñal; concretamente el término fue inventado por Aidan Kelly y se popularizó en los años 70 como parte de un proyecto de estudios religiosos (el uso moderno de Litha para el solsticio de verano también se le atribuye a él). Previamente, en la Wicca Gardneriana el festival simplemente se conocía como " Equinoccio Otoñal" y una gran mayoría de Neopaganos se refieren a él como tal, o utilizan nombres alternativos como el Neodruidiaco "Alban Elfed",un término inventado por Iolo Morganwg.
El nombre de Mabon fue elegido para conferir un mayor sentimiento celta a la fecha, ya que los demás festivales derivan sus nombres de tan genuina tradición. El Equinoccio Primaveral se denominaba "Ostara", y sólo el Equinoccio Otoñal es nombrado técnicamente en vez de con un nombre más evocador. Hay que resaltar que el término Mabon es un nombre propio masculino en Galés, procedente del personaje mitológico "Mabon fab Modron", y que aún permanece como un nombre común en el País de Gales.
El término es mucho más utilizado en América que en Gran Bretaña, donde muchos Neopaganos lo desdeñan por no ser un nombre auténtico, sin ningún resquicio de conexión con los nombres de las otras fiestas tradicionales. No obstante, el incremento de las publicaciones paganas americanas vendidas en Gran Bretaña por editoriales como Llewellyn ha conseguido que muchos de los paganos Británicos adopten dicho término .